# Palazzo di Re Barbaro
Il Palazzo di Re Barbaro è uno degli edifici più imponenti del complesso di rovine di Turris Libisonis, antica città romana situata in territorio dell'odierna Porto Torres. 
Ad oggi rimango in piedi le mura esterne dell'edificio.

## Descrizione
Questa struttura viene talvolta identificata come Palazzo di Re Barbaro dal nome del governatore della diocesi di Sardinia et Corsica. Congiunto al complesso centrale vi è un'imponente presenza di mosaici. È il più grande complesso termale della Sardegna dopo quello di Fordongianus. È stato edificato intorno al I secolo d.C. ed è stato in seguito ristrutturato intorno al III secolo d.C., esso era comunque un complesso termale di carattere pubblico.